# Epitélio cúbico simples

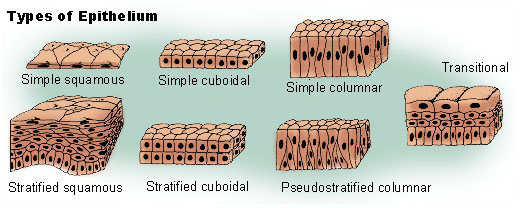
Tipos de epitélio.

Epitélio cúbico simples é um epitélio cúbico composto somente por uma camada de células, que repousam sobre uma membrana basal e lâmina própria (constituída de tecido conjuntivo que tem a função de nutrir o epitélio).
É encontrado na superfície do ovário e nos túbulos renais. 